# Majellapark
Het Majellapark is een openbaar park in de wijk West van de Nederlandse stad Utrecht. Het is tevens naam van een buurtje als deel van Nieuw Engeland, Thomas à Kempisplantsoen en omgeving. Langs meerdere zijden van het park loopt een straat onder dezelfde noemer, aan de zuidzijde ligt de Vleutenseweg.
Het park is in 1934/1935 aangelegd naar het ontwerp van de gemeentelijke plantsoenmeester Krijn Perk Vlaanderen. Straat en/of park werden rond die tijd ook wel St. Majellapark genoemd. Ze zijn aangelegd op de locatie van het voormalige huis Jaffa. Het park en de straat zijn geheten naar Gerardus Majella, een 18e-eeuwse Italiaan die is heilig verklaard. De nabijgelegen kerk kent een soortgelijke geschiedenis.
Waar de oudere Utrechtse parken werden opgezet als landschapspark, werd voor het Majellapark voor een andere opzet gekozen. Niet meer aanwezig is de in 1938 aangelegde waterbassin met een fonteinkunstwerk in de vorm van een dansend meisje gemaakt door Suzanne Nicolas-Nijs. In 1958 kwam er een grote speelvijver in het park. 
De bebouwing in het Majellapark als straat dateert uit de jaren 1930 en de jaren 1950 met onder meer eengezinswoningen in laagbouw en kleine flats.